# Jérémy Sebas
Jérémy Sebas, né le 14 avril 2003 à Sainte-Anne, est un footballeur français et international martiniquais qui évolue au poste d'ailier gauche au SC Bastia.

## Biographie

### Début au RC Strasbourg
Il dispute son premier match de championnat le 5 novembre 2023, à l'occasion de la 11e journée du championnat. Il inscrit son premier but en Ligue 1 le 12 janvier 2024 contre l'Olympique de Marseille.

## Statistiques
| Saison                | Club                  | Championnat           | Championnat | Championnat | Coupe(s) nationale(s) | Coupe(s) nationale(s) | Total | Total |
| Saison                | Club                  | Division              | M.          | B.          | M.                    | B.                    | M.    | B.    |
| 2023-2024             | RC Strasbourg         | Ligue 1               | 14          | 2           | 2                     | 0                     | 16    | 2     |
| 2024-2025             | RC Strasbourg         | Ligue 1               | 13          | 0           | 1                     | 0                     | 14    | 0     |
| Sous-total            | Sous-total            | Sous-total            | 27          | 2           | 3                     | 0                     | 30    | 2     |
| 2024-2025             | SC Bastia (prêt)      | Ligue 2               | 13          | 1           | -                     | -                     | 13    | 1     |
| 2025-2026             | SC Bastia             | Ligue 2               | 1           | 1           | -                     | -                     | 1     | 1     |
| Sous-total            | Sous-total            | Sous-total            | 14          | 2           | -                     | -                     | 14    | 2     |
| Total sur la carrière | Total sur la carrière | Total sur la carrière | 41          | 3           | 3                     | 0                     | 44    | 3     |